# Eluril·lins
Els Eluril·lins (Aelurillinae) són una subfamília de la família dels saltícids, aranyes amb una gran capacitat de visió i de salt.

## Sistemàtica
La categorització dels gèneres en tribus s'ha realitzat seguint la proposta de Joel Hallan en el Biology Catalog.
- Tribu Aelurillini
  - Aelurillus Simon, 1884
  - Asianellus Logunov & Heciak, 1996
  - Langelurillus Próchniewicz, 1994
  - Langona Simon, 1901
  - Microheros Wesolowska & Cumming, 1999
  - Phlegra Simon, 1876
  - Proszynskiana Logunov, 1996
  - Rafalus Prószyn'ski, 1999
  - Stenaelurillus Simon, 1885

- Tribu Flacillulini
  - Afraflacilla Berland & Millot, 1941
  - Flacillula Strand, 1932

- Tribu Freyini
  - Aphirape C. L. Koch, 1850
  - Capidava Simon, 1902
  - Chira Peckham & Peckham, 1896
  - Eustiromastix Simon, 1902
  - Freya C. L. Koch, 1850
  - Frigga C. L. Koch, 1850
  - Kalcerrytus Galiano, 2000
  - Nycerella Galiano, 1982
  - Pachomius Peckham & Peckham, 1896
  - Phiale C. L. Koch, 1846
  - Sumampattus Galiano, 1983
  - Trydarssus Galiano, 1995
  - Tullgrenella Mello-Leitão, 1941
  - Uspachus Galiano, 1995
  - Wedoquella Galiano, 1984

- Tribu Silerini
  - Siler Simon, 1889